# Dysdera curviseta
Dysdera curviseta là một loài nhện trong họ Dysderidae.
Loài này thuộc chi Dysdera. Dysdera curviseta được Jörg Wunderlich miêu tả năm 1987.